# Ledebouria papillata
Ledebouria papillata är en sparrisväxtart som beskrevs av Stephanus Venter. Ledebouria papillata ingår i släktet Ledebouria och familjen sparrisväxter. Inga underarter finns listade i Catalogue of Life.